# Coupe d'Allemagne de patinage artistique 1986
Navigation
Édition suivante
La Coupe d'Allemagne était une compétition internationale de patinage artistique qui se déroulait en Allemagne au cours de l'automne, entre 1986 et 2004. Elle accueillait des patineurs amateurs de niveau senior dans quatre catégories: simple messieurs, simple dames, couple artistique et danse sur glace. En 1986, son nom officiel était le Trophée Fujifilm.
La première Coupe d'Allemagne est organisée à l'automne 1986 à Francfort-sur-le-Main.

## Résultats

### Messieurs
| Rang | Nom                   | Pays            | Points | Fig. impo. | Prog. court | Prog. libre |
| ---- | --------------------- | --------------- | ------ | ---------- | ----------- | ----------- |
| 1    | Petr Barna            | Tchécoslovaquie |        |            |             |             |
| 2    | Alessandro Riccitelli | Italie          |        |            |             |             |
| 3    | Zhang Shubin          | Chine           |        |            |             |             |
| 4    |                       |                 |        |            |             |             |
| 5    |                       |                 |        |            |             |             |
| 6    | David Wilson          | Canada          |        |            |             |             |
| ...  |                       |                 |        |            |             |             |

### Dames
| Rang | Nom             | Pays                 | Points | Fig. impo. | Prog. court | Prog. libre |
| ---- | --------------- | -------------------- | ------ | ---------- | ----------- | ----------- |
| 1    | Dianne Takeuchi | Canada               |        |            |             |             |
| 2    | Fu Caishu       | Chine                |        |            |             |             |
| 3    | Cornelia Renner | Allemagne de l'Ouest |        |            |             |             |
| ...  |                 |                      |        |            |             |             |

### Couples
| Rang | Nom                               | Pays                 | Points | Prog. court | Prog. libre |
| ---- | --------------------------------- | -------------------- | ------ | ----------- | ----------- |
| 1    | Melanie Gaylor / Lee Barkell      | Canada               |        |             |             |
| 2    | Colette May / Carl Nelson         | Royaume-Uni          |        |             |             |
| 3    | Kerstin Kiminus / Stefan Pfrengle | Allemagne de l'Ouest |        |             |             |
| ...  |                                   |                      |        |             |             |

### Danse sur glace
| Rang | Nom                               | Pays        | Points | Danse imposée | Danse originale | Danse libre |
| ---- | --------------------------------- | ----------- | ------ | ------------- | --------------- | ----------- |
| 1    | Lia Trovati / Roberto Pelizzola   | Italie      |        |               |                 |             |
| 2    | Elizabeth Coates / Alan Abretti   | Royaume-Uni |        |               |                 |             |
| 3    | Dominique Yvon / Frédéric Palluel | France      |        |               |                 |             |
| 4    |                                   |             |        |               |                 |             |
| 5    |                                   |             |        |               |                 |             |
| 6    | Nathalie Lessard / Darcy Pleckham | Canada      |        |               |                 |             |
| ...  |                                   |             |        |               |                 |             |